# Coniopteryx unguihipandriata
Coniopteryx unguihipandriata är en insektsart som beskrevs av Monserrat 1997. Coniopteryx unguihipandriata ingår i släktet Coniopteryx och familjen vaxsländor. Inga underarter finns listade i Catalogue of Life.